# Anemia deltoidea
Anemia deltoidea là một loài dương xỉ trong họ Anemiaceae. Loài này được Cav. Sw. mô tả khoa học đầu tiên năm 1806.